# SLC19A1
O SLC19A1, transportador de folato 1, ou RFC1, é uma proteína que em humanos é codificada pelo gene SLC19A1.

## Função
O transporte de compostos de folato para as células de mamíferos pode ocorrer por meio de mecanismos mediados por receptores  ou mediados por transportadores. O metotrexato (MTX) é um agente quimioterápico antifolato que é ativamente transportado pelo sistema de captação mediada por carreador.
O RFC1 desempenha um papel na manutenção das concentrações intracelulares de folato. SLC19A1 também demonstrou transportar o segundo mensageiro imune 2'3'-cGAMP.

## Importancia clínico
Indivíduos carregando um polimorfismo específico de SLC19A1 (c.80GG) têm níveis mais baixos de folato.